# Drama Total: La venganza de la isla
Drama Total: La Venganza de la Isla es la cuarta temporada de la franquicia de Drama Total. La extensión de la serie fue encargada por Teletoon a los productores, Fresh TV Inc. Es una secuela de Isla del Drama, Luz, Drama, Acción y Drama Total: Gira Mundial y es una parodia de los reality shows de la televisión, con esta serie regresando al Campamento Wawanakwa (de la primera temporada), solo que esta vez la isla es radioactiva.  Los concursantes anteriores de temporadas pasadas, no competirán en esta temporada ya que presentará un elenco completamente nuevo. Los trece nuevos concursantes que se presentan aquí son Anne Maria, B, Brick, Cameron, Dakota, Dawn, Jo, Lightning, Mike, Sam, Scott, Staci y Zoey. Esta nueva temporada tiene nuevas amistades, nuevas rivalidades y nuevas relaciones. Sin embargo, la temporada es solo la mitad de la duración de cualquier temporada anterior, con solo 13 episodios. La temporada presentó al nuevo elenco por lo que los concursantes anteriores habían pasado antes y los preparó para Drama Total: Todos Estrellas. Tal cambio se produjo de nuevo en Drama Total: Isla Pahkitew.

## Trama
Al igual que Isla del Drama, esta temporada es un reality show ficticio que sigue a la competencia de trece nuevos concursantes de 16 años en el Campamento Wawanakwa, un campamento de verano en una isla ficticia ubicada en un área no especificada en Muskoka, Ontario. Sin embargo, dado que la isla ha sido olvidada y dejada sola durante las últimas dos temporadas, la isla se ha utilizado como un vertedero de desechos tóxicos, transformándola en la ubicación perfecta para los desafíos más dramáticos y brutales hasta el momento. El nuevo elenco de campistas debe participar en competencias para evitar ser expulsados de la isla, ya que todos intentan prepararse para competir con algunos de los concursantes originales más populares en la quinta temporada. Pasan casi 2 semanas (13 días) en este campamento compitiendo en desafíos por inmunidad y al final de la temporada, un concursante ganador tendrá la oportunidad de ganar un millón de dólares La competencia es organizada por Chris McLean (Christian Potenza), quien es asistido por el chef del campamento, Chef Hatchet (Clé Bennett).
Al comienzo de la temporada, los trece campistas se colocan en dos equipos, los Gusanos Mutantes y las Ratas Tóxicas. En cada episodio, los equipos participan en un desafío, en el que uno o más campistas pueden ganar la invencibilidad para su equipo. El equipo perdedor es llamado a la ceremonia de eliminación por la noche, donde votan a uno de sus propios miembros fuera de la isla. En la ceremonia, Chris declara qué concursantes están a salvo llamándolos por su nombre y dándoles un malvavisco, mientras que el que no se llama es eliminado del juego y se le da un malvavisco radiactivo. El campista eliminado es llevado al Lanzamiento de la Vergüenza y catapultado a la Playa de los Perdedores. Sin embargo, un campista eliminado aún puede volver al juego si encuentra una cabeza Chris de invencibilidad.
Aproximadamente a la mitad de la temporada, las Ratas Tóxicas y los Gusanos Mutantes se disuelven, después de lo cual continúan los desafíos; el ganador de cada desafío solo recibe inmunidad para sí mismo, por lo que un campista sin invencibilidad es expulsado de la isla. Este proceso de eliminación continúa hasta que dos jugadores (Cameron y Lightning) permanecen en la isla, donde luego son sujetos a un concurso final.

## Episodios
Drama Total: La venganza de la isla se estrenó tanto en Teletoon como en Cartoon Network en 2012. Teletoon ha transmitido Drama Total: La venganza de la isla en Canadá los jueves por la noche a las 7:00 pm EST del 5 de enero de 2012 al 12 de abril de 2012, mientras que el 5 de junio de 2012, EE. UU. Comenzó a transmitirlo los martes por la noche a las 7:30 pm EST en Cartoon Network. Sin embargo, la primera emisión mundial de esta temporada fue en Francia a través de Canal + Family .
| Temporada | Episodios | País           | Canal           | Primera emisión    | Última emisión          |
| --------- | --------- | -------------- | --------------- | ------------------ | ----------------------- |
| 4         | 13        | Australia      | ABC3            | 28 de mayo de 2012 | 13 de junio de 2012     |
| 4         | 13        | Canadá         | Teletoon        | 5 de enero de 2012 | 12 de abril de 2012     |
| 4         | 13        | Latinoamérica  | Cartoon Network | 2 de abril de 2012 | 21 de abril de 2012     |
| 4         | 13        | Estados Unidos | Cartoon Network | 5 de junio de 2012 | 4 de septiembre de 2012 |

## Reparto
| Personajes   | Actor de voz original (Canadá) | Actor de doblaje (Hispanoamérica) |
| ------------ | ------------------------------ | --------------------------------- |
| Chris McLean | Christian Potenza              | Jhonny Torres                     |
| Chef Hatchet | Clé Bennett                    | Guillermo Martínez                |

| Personajes | Actor de voz original (Canadá) | Actor de doblaje (Hispanoamérica) |
| ---------- | ------------------------------ | --------------------------------- |
| Anne Maria | Athena Karkanis                | Rocío Mallo                       |
| B          | Joseph Motiki                  | Roger Eliud López                 |
| Brick      | Jon Cor                        | Roger Eliud López                 |
| Cameron    | Kevin Duhaney                  | Luis Miguel Pérez                 |
| Dakota     | Carleigh Beverly               | María José Estévez                |
| Dawn       | Caitlynne Medrek               | Leisha Medina                     |
| Jo         | Laurie Elliott                 | Anna Bucci                        |
| Lightning  | Tyrone Savage                  | Angel Mujica                      |
| Mike       | Cory Doran                     | Fernando Márquez                  |
| Sam        | Brian Froud                    | Héctor Indriago                   |
| Scott      | James Wallis                   | David Silva                       |
| Staci      | Greta Gerwig                   | Melanie Henríquez                 |
| Zoey       | Barbara Mamabolo               | Karina Parra                      |

## Personajes
A diferencia de temporadas anteriores, Total Drama: Revenge of the Island presenta un nuevo grupo de concursantes, que son Anne Maria, B, Brick, Cameron, Dakota, Dawn, Jo, Lightning, Mike, Sam, Scott, Staci y Zoey. Todos los nuevos concursantes tienen sus propias cintas de audición para la nueva temporada. Se pueden ver en línea en el sitio web oficial de Teletoon, en línea en el sitio web oficial de Cartoon Network o en YouTube.
- Anne Maria, conocida como La Versión Latina de la Rechazada de Jersey Shore,[7]  una chica vanidosa y un poco descarada que está constantemente preocupada por su apariencia. Expresado por Athena Karkanis.
- B, conocido como El Genio Silencioso,[7] es un individuo inteligente que no habla en absoluto. El verdadero nombre de B es Beverly, como se reveló en el segundo episodio de la temporada.
- Brick, conocido como El Cadete,[7] es un cadete militar cobarde que siempre está interesado en servir al ejército. Expresado por Jon Cor.
- Cameron, conocido como el El Chico Burbuja,[7] un niño físicamente débil debido a que vive en una burbuja inflable hasta competir. Sin embargo, lo que le falta en fuerza lo puede compensar con inteligencia y se demuestra que es extremadamente inteligente, lo que ayudó a su equipo a ganar muchos desafíos. Es uno de los finalistas, junto con Lightning. Expresado por Kevin Duhaney.
- Dakota, conocida como La Aspirante a Celebridad,[7] es la heredera de una familia adinerada. Ella fue la segunda en ser rechazada, pero logró volver debido a que su padre sobornó a Chris, pero Chris la convirtió en pasante en lugar de concursante, para su horror. La exposición a los desechos tóxicos hizo que Dakota mutara en un monstruo enfurecido de pelo verde de 10 pies de altura llamado "Dakotazoide". Expresado por Carleigh Beverly.
- Dawn, conocida como La Lectora de Auras,[7] es una ambientalista hippie a la que a menudo se la ve meditando. Por lo general, estudia brujería, lo que la hace tener poderes especiales (como leer la mente y los sentimientos de las personas) e intenta ayudar a sus compañeros de equipo en el camino. Expresado por Caitlynne Medrek.
- Jo, conocida como La Chica Deportista,[7] es muy fuerte, atlética y se come un perro, pero nunca es femenina, lo que hace que Lightning piense que ella es un hombre. Expresado por Laurie Elliot.
- Lightning, conocido como el El Atleta Cabeza Hueca,[7] es fuerte y atlético, mientras que es un gran triunfador que dice que siempre gana y nunca pierde. Sin embargo, Lightning es muy arrogante y no quiere ayudar a su equipo. Es uno de los finalistas, junto con Cameron. Expresado por Tyrone Savage.
- Mike, conocido como El Múltiple Personalidad,[7] lamentablemente tiene un trastorno de identidad disociativo que hace que tenga personalidades divididas. Mike tiene una relación con Zoey, debido a que una de sus personalidades tiene una relación con Anne Maria, aunque al final sobrepasó sus personalidades y se quedó con Zoey. Expresado por Cory Doran.
- Sam, conocido como El Chico Videojuego,[7] es un experto en videojuegos pero también un adicto . Siempre se lo ve jugando videojuegos, ya que Dakota siempre se ve en su teléfono celular, lo que finalmente hace que Sam y Dakota se reúnan. Expresado por Brian Froud.
- Scott, conocido como el El Chico Tortuoso,[7] es un granjero de tez sonrosada y el principal antagonista de la temporada. Su estrategia gira en torno a lanzar desafíos para eliminar a sus compañeros. También lidia con múltiples ataques de un tiburón mutado llamado Fang, que desea comérselo después de que sin querer le quita uno de los dientes. Expresado por Scott Beaudin.
- Staci, conocida como La Mentirosa Compulsiva,[7] es conocida por sus mentiras compulsivas sobre sus antepasados cuando continúa hablando y mintiendo durante mucho tiempo, lo que hace que todos a su alrededor se molesten muy rápido, lo que la convierte en la primera eliminada. Expresado por Ashley Peters.
- Zoey, conocida como La Chica Solitaria,[7] es una pelirroja simpática y amigable que intenta ser amiga de todos. A lo largo de toda la temporada, principalmente tiene una relación con Mike, lo que hace que tanto ella como Mike se enamoren el uno del otro. Expresado por Barbara Mamabolo.

## Equipos
Hay dos equipos nuevamente en esta temporada, que son las Ratas Tóxicas y los Gusanos Mutantes. Aquí están los miembros originales de cada equipo a partir del episodio 1:
- Ratas Tóxicas: B (nombre completo "Beverly"), Dakota, Dawn, Lightning, Sam, Scott y Staci.
- Gusanos Mutantes: Anne Maria, Brick, Cameron, Jo, Mike y Zoey.

Tenga en cuenta que al comienzo de la temporada, Brick estaba en los Gusanos Mutantes pero luego cambió a las Ratas Tóxicas en el episodio 4, mientras que en el episodio 6 Jo y Scott se ofrecieron como voluntarios para intercambiar equipos entre sí, en el episodio 3 Dakota entra como pasante y en el episodio 7 reemplaza a Anne Maria (quien renunció).
| Concursante | Concursante | Fase de equipo   | Fase de equipo   | Fase de equipo   | Fase individual | Estado         | Resultado anterior | Episodio |
| Concursante | Concursante | Original         | 1er Cambio       | 2do Cambio       | Fase individual | Estado         | Resultado anterior | Episodio |
| ----------- | ----------- | ---------------- | ---------------- | ---------------- | --------------- | -------------- | ------------------ | -------- |
|             | Cameron     | Gusanos Mutantes | Gusanos Mutantes | Gusanos Mutantes | Fusión          | Ganador        |                    | 13       |
|             | Lightning   | Ratas Tóxicas    | Ratas Tóxicas    | Ratas Tóxicas    | Fusión          | Finalista      |                    | 13       |
|             | Zoey        | Gusanos Mutantes | Gusanos Mutantes | Gusanos Mutantes | Fusión          | 11.ª Eliminada |                    | 12       |
|             | Scott       | Ratas Tóxicas    | Ratas Tóxicas    | Gusanos Mutantes | Fusión          | 10.º Eliminado |                    | 11       |
|             | Jo          | Gusanos Mutantes | Gusanos Mutantes | Ratas Tóxicas    | Fusión          | 9.ª Eliminada  |                    | 10       |
|             | Mike        | Gusanos Mutantes | Gusanos Mutantes | Gusanos Mutantes | Fusión          | 8.º Eliminado  |                    | 9        |
|             | Dakota      | Ratas Tóxicas    |                  | Gusanos Mutantes |                 | 7.ª Eliminada  | 2.ª Eliminada      | 8        |
|             | Anne Maria  | Gusanos Mutantes | Gusanos Mutantes | Gusanos Mutantes | Abandona        |                | 7                  |          |
|             | Brick       | Gusanos Mutantes | Ratas Tóxicas    | Ratas Tóxicas    | 6.º Eliminado   |                | 7                  |          |
|             | Sam         | Ratas Tóxicas    | Ratas Tóxicas    |                  |                 | 5.º Eliminado  |                    | 6        |
|             | Dawn        | Ratas Tóxicas    | Ratas Tóxicas    | 4.ª Eliminado    |                 | 5              |                    |          |
|             | B "Beverly" | Ratas Tóxicas    |                  |                  |                 | 3.º Eliminado  |                    | 3        |
|             | Stacy"      | Ratas Tóxicas    | 1.ª Eliminada    |                  | 1               |                |                    |          |

### Conceptos originales
Los diseños conceptuales originales de la alineación de los doce personajes en las primeras etapas de producción. En las primeras etapas de producción, la alineación de personajes tenía doce concursantes, y la mayoría de ellos tenían formas corporales, colores, ropa, alturas, peinados y rostros que eran completamente diferentes a los diseños finales. El decimotercer personaje que se añadió más tarde fue B. Su diseño era similar al del personaje utilizado en el especial de Total Drama Island como el hombre en el coche cuando Courtney "descubrió" la civilización. Ese personaje también resultó ser el prototipo de DJ de las promociones originales de Camp TV. Más tarde, Jo pasó a llamarse B (que significa Beverly) y también obtuvo su diseño final. Los únicos otros personajes que cambiaron de nombre fueron Mary; terminó usando el nombre 'Jo'. A pesar del cambio de nombre, este personaje sufrió la menor cantidad de cambios en el diseño. La otra concursante que recibió el cambio de nombre fue Molly, que pasó a llamarse 'Zoey', mientras que también llevaba su etiqueta. Anne Maria, Brick, Lightning y Scott hicieron modificaciones menores en sus atuendos. Sam y Scott tenían diferente vello facial. Los personajes que tuvieron más cambios en sus diseños fueron Dakota, Staci y Zoey. El diseño final de Zoey en realidad utilizó la ropa y la forma del cuerpo del diseño original de Dakota. Mike y Cameron cambiaron sus etnias. Dawn, que no estaba en la alineación original, reemplazó a un personaje no utilizado llamado Zoey. El diseño inicial de Cameron se reutilizaría para Jay y Mickey en Drama Total presenta: Carrera alucinante

### Cameos
Aunque los concursantes originales no volvieron a competir en esta temporada (según Chris, habían sobrevivido a su utilidad), nueve de ellos todavía tuvieron apariciones cameo a lo largo de la temporada: Bridgette, DJ, Duncan, Ezekiel, Gwen, Heather, Izzy , Lindsay y Owen. Sin embargo, al comienzo de la temporada, todos los concursantes originales (excepto Blaineley) fueron vistos juntos en un yate, revelando su estado después de Drama Total: Gira Mundial. Todos fueron vistos por última vez (excepto los nueve que hicieron cameo) saliendo en el yate justo antes de que se presentaran por primera vez a los nuevos concursantes.
Los quince concursantes originales que ya no aparecieron después del primer episodio de la cuarta temporada fueron Alejandro, Beth, Cody, Courtney, Eva, Geoff, Harold, Justin, Katie, Leshawna, Noah, Sadie, Sierra, Trent y Tyler. Se pensó que Harold tendría un cameo tan pronto como se confirmó que Brian Froud era parte del elenco, pero resultó que Brian le da voz a Sam en su lugar. De todos los cameos, Ezekiel es el único concursante original que hizo cameos en más de un episodio de la temporada (apareció en tres episodios), mientras que DJ es el único personaje de cameo que tiene el mismo actor de voz como personaje principal (Chef) ya con un papel importante.

## Tabla de eliminación
| Rango | Concursante | Concursante | Concursante | Concursante | Fase de equipo | Fase de equipo | Fase de equipo | Fase de equipo | Fase de equipo | Fase de equipo | Fase de equipo | Fase de equipo | Fase individual | Fase individual | Fase individual | Fase individual | Fase individual | Fase individual |
| Rango | Concursante | Concursante | Concursante | Concursante | Original       | Original       | Original       | Original       | 1er Cambio     | 1er Cambio     | 2do Cambio     | 2do Cambio     | Fase individual | Fase individual | Fase individual | Fase individual | Fase individual | Fase individual |
| Rango | Concursante | Concursante | Concursante | Concursante | 1              | 2              | 3              | 4              | 5              | 6              | 7              | 8              | 9               | 10              | 11              | 12              | 13              |                 |
| ----- | ----------- | ----------- | ----------- | ----------- | -------------- | -------------- | -------------- | -------------- | -------------- | -------------- | -------------- | -------------- | --------------- | --------------- | --------------- | --------------- | --------------- | --------------- |
| 1/2   |             |             |             | Cameron     | GANA           | GANA           | GANA           | CONT.          | GANA           | GANA           | GANA           | CONT.          | CONT.           | GANA            | GANA            | RIESGO          | FINAL           |                 |
| 1/2   |             |             |             | Lightning   | CONT.          | CONT.          | CONT.          | GANA           | CONT.          | CONT.          | RIESGO         | GANA           | CONT.           | RIESGO          | RIESGO          | GANA            | FINAL           |                 |
| 3     |             |             |             | Zoey        | GANA           | GANA           | GANA           | CONT.          | GANA           | GANA           | GANA           | CONT.          | CONT.           | CONT.           | RIESGO          | ELIM.           |                 |                 |
| 4     |             |             |             | Scott       | CONT.          | CONT.          | CONT.          | GANA           | RIESGO         | CONT.          | GANA           | INVC.          | GANA            | CONT.           | ELIM.           |                 |                 |                 |
| 5     |             |             |             | Jo          | GANA           | GANA           | GANA           | CONT.          | GANA           | GANA           | CONT.          | GANA           | CONT.           | ELIM.           |                 |                 |                 |                 |
| 6     |             |             |             | Mike        | GANA           | GANA           | GANA           | COMT.          | GANA           | GANA           | GANA           | CONT.          | ELIM.           |                 |                 |                 |                 |                 |
| 7     |             |             | Dakota      | Dakota      | RIESGO         | ELIM.          |                |                |                |                |                | ELIM.          |                 |                 |                 |                 |                 |                 |
| 8     |             |             | Anne Maria  | Anne Maria  | GANA           | GANA           | GANA           | CONT.          | GANA           | GANA           | ABAN.          |                |                 |                 |                 |                 |                 |                 |
| 9     |             |             | Brick       | Brick       | GANA           | GANA           | GANA           | RIESGO         | CONT.          | RIESGO         | ELIM.          |                |                 |                 |                 |                 |                 |                 |
| 10    |             | Sam         | Sam         | Sam         | CONT.          | CONT.          | RIESGO         | GANA           | CONT.          | ELIM.          |                |                |                 |                 |                 |                 |                 |                 |
| 11    |             | Dawn        | Dawn        | Dawn        | CONT.          | CONT.          | CONT.          | GANA           | ELIM.          |                |                |                |                 |                 |                 |                 |                 |                 |
| 12    | B           | B           | B           | B           | CONT.          | RIESGO         | EIM.           |                |                |                |                |                |                 |                 |                 |                 |                 |                 |
| 13    | Staci       | Staci       | Staci       | Staci       | ELIM.          |                |                |                |                |                |                |                |                 |                 |                 |                 |                 |                 |

     Finalista: Este concursante llegó a la final de la competencia.
     Gana: Este concursante ganó el desafío y/o fue inmune a la eliminación.
     Continua : Este concursante estaba a salvo de la eliminación.
     Invencibilidad : Este concursante iba a ser eliminado, pero usó la estatuilla McLean de la invecibilidad que le otorgó inmunidad.
     Riesgo: Este concursante estaba en riesgo de ser eliminado.
     Eliminado: Este concursante fue eliminado.
     Eliminado: Este concursante fue eliminado por decision de otro jugador.
     Abandono: Este concursante abandonó voluntariamente.
     Este concursante está fuera de la competencia.
Historial de votación
| Cameron    |        |        |       |  |       |       |           | Scott  | —    | Jo        | Lightning | —    |  |  |  |  |  |  |  |  |  |  |  |  |  |  |  |  |  |  |  |  |  |  |  |  |  |  |  |  |  |  |  |  |  |  |  |  |  |  |  |  |  |  |  |  |  |  |  |  |  |  |  |  |  |  |
| Lightning  | Staci  | Dakota | Sam   |  | Dawn  | Sam   | Brick     |        | —    | Jo        | Scott     | Zoey |  |  |  |  |  |  |  |  |  |  |  |  |  |  |  |  |  |  |  |  |  |  |  |  |  |  |  |  |  |  |  |  |  |  |  |  |  |  |  |  |  |  |  |  |  |  |  |  |  |  |  |  |  |  |
| Zoey       |        |        |       |  |       |       |           | Dakota | —    | Scott     | Scott     | —    |  |  |  |  |  |  |  |  |  |  |  |  |  |  |  |  |  |  |  |  |  |  |  |  |  |  |  |  |  |  |  |  |  |  |  |  |  |  |  |  |  |  |  |  |  |  |  |  |  |  |  |  |  |  |
| Scott      | Staci  | Dakota | B     |  | Dawn  | Sam   |           | Dakota | Mike | Zoey      | Zoey      |      |  |  |  |  |  |  |  |  |  |  |  |  |  |  |  |  |  |  |  |  |  |  |  |  |  |  |  |  |  |  |  |  |  |  |  |  |  |  |  |  |  |  |  |  |  |  |  |  |  |  |  |  |  |  |
| Jo         |        |        |       |  |       |       | Brick     |        | —    | Lightning |           |      |  |  |  |  |  |  |  |  |  |  |  |  |  |  |  |  |  |  |  |  |  |  |  |  |  |  |  |  |  |  |  |  |  |  |  |  |  |  |  |  |  |  |  |  |  |  |  |  |  |  |  |  |  |  |
| Mike       |        |        |       |  |       |       |           | Scott  | —    |           |           |      |  |  |  |  |  |  |  |  |  |  |  |  |  |  |  |  |  |  |  |  |  |  |  |  |  |  |  |  |  |  |  |  |  |  |  |  |  |  |  |  |  |  |  |  |  |  |  |  |  |  |  |  |  |  |
| Dakota     | Staci  | B      |       |  |       |       |           | Scott  |      |           |           |      |  |  |  |  |  |  |  |  |  |  |  |  |  |  |  |  |  |  |  |  |  |  |  |  |  |  |  |  |  |  |  |  |  |  |  |  |  |  |  |  |  |  |  |  |  |  |  |  |  |  |  |  |  |  |
| Anne Maria |        |        |       |  |       |       |           |        |      |           |           |      |  |  |  |  |  |  |  |  |  |  |  |  |  |  |  |  |  |  |  |  |  |  |  |  |  |  |  |  |  |  |  |  |  |  |  |  |  |  |  |  |  |  |  |  |  |  |  |  |  |  |  |  |  |  |
| Brick      |        |        |       |  | Dawn  | Sam   | Lightning |        |      |           |           |      |  |  |  |  |  |  |  |  |  |  |  |  |  |  |  |  |  |  |  |  |  |  |  |  |  |  |  |  |  |  |  |  |  |  |  |  |  |  |  |  |  |  |  |  |  |  |  |  |  |  |  |  |  |  |
| Sam        | Staci  | B      | B     |  | Dawn  | Brick |           |        |      |           |           |      |  |  |  |  |  |  |  |  |  |  |  |  |  |  |  |  |  |  |  |  |  |  |  |  |  |  |  |  |  |  |  |  |  |  |  |  |  |  |  |  |  |  |  |  |  |  |  |  |  |  |  |  |  |  |
| Dawn       | Staci  | Dakota | B     |  | Scott |       |           |        |      |           |           |      |  |  |  |  |  |  |  |  |  |  |  |  |  |  |  |  |  |  |  |  |  |  |  |  |  |  |  |  |  |  |  |  |  |  |  |  |  |  |  |  |  |  |  |  |  |  |  |  |  |  |  |  |  |  |
| B          | Staci  | Dakota | Scott |  |       |       |           |        |      |           |           |      |  |  |  |  |  |  |  |  |  |  |  |  |  |  |  |  |  |  |  |  |  |  |  |  |  |  |  |  |  |  |  |  |  |  |  |  |  |  |  |  |  |  |  |  |  |  |  |  |  |  |  |  |  |  |
| Staci      | Dakota |        |       |  |       |       |           |        |      |           |           |      |  |  |  |  |  |  |  |  |  |  |  |  |  |  |  |  |  |  |  |  |  |  |  |  |  |  |  |  |  |  |  |  |  |  |  |  |  |  |  |  |  |  |  |  |  |  |  |  |  |  |  |  |  |  |

## Producción
Drama Total: La Venganza de la Isla fue desarrollado y producido por Fresh TV Inc. y distribuido por Cake Entertainment. Dado que todos los personajes de esta temporada son completamente nuevos, el estudio tuvo que contratar a varios actores de doblaje nuevos para que vinieran y expresaran a los nuevos personajes, pero Brian Froud (el actor de doblaje de Harold) ha regresado para interpretar a Sam, uno de los nuevos personajes. Esta temporada fue dirigida por Keith Oliver y Chad Hicks, y Todd Kauffman tuvo un pequeño papel en la realización de esta temporada. La producción comenzó a principios de 2010 cuando la temporada se anunció por primera vez como Total Drama Reloaded, y los nuevos personajes fueron lanzados al público por primera vez. La producción continuó durante casi un año según lo programado para una fecha de lanzamiento de 2011. Sin embargo, importantes retrasos en 2011 hicieron que la fecha de emisión de la temporada se retrasara hasta 2012, ya que muchas escenas que contenían material radiactivo tuvieron que ser recortadas o editadas. También hubo algunas otras cosas que no llegaron al corte final, como algunos fondos, escenas adicionales, un concepto de ardilla voladora y un episodio sobre Dakota presentando el programa cuando encierra a Chef y Chris en un armario.

## Recepción
Drama Total: La Venganza de la Isla ha recibido críticas en su mayoría mixtas a positivas. En los Estados Unidos, más de 3.3 millones de personas han visto la temporada, con un crecimiento superior al 51% respecto al año pasado, lo que convierte a Total Drama: Revenge of the Island en la transmisión # 1 del año para Cartoon Network. Tom McGillis dijo en una entrevista que tanto Total Drama: Revenge of the Island como Total Drama Island son los programas de mayor audiencia de la serie. Esta temporada se ha visto en más de 100 países de todo el mundo.</ref> This season has been viewed in over 100 countries, worldwide. En Metacritic, la temporada actualmente tiene un 7.3, lo que indica "críticas generalmente favorables".

## Medios
Madman Entertainment está programado para lanzar la parte 1 de la temporada 4 de Drama Total el 1 de agosto de 2014 en un DVD de la Región 4 en Australia con planes de lanzar la parte 2 en el otoño.